# Скрестины (платформа)
«Скрестины» (белор. Скірсціны) — остановочный пункт электричек в Ошмянском районе Гродненской области. Расположен на перегоне «Ошмяны—Гудогай» между станцией Ошмяны и остановочным пунктом Каменка.
Остановочный пункт расположен недалеко от деревни Скирстины.

## В пути
Время в пути от станции Молодечно около 88 минут.